# Vörös óriáskenguru
A vörös óriáskenguru (Macropus rufus) az emlősök (Mammalia) osztályának erszényesek (Marsupialia) alosztályágába, ezen belül a diprotodontia rendjébe és a kengurufélék (Macropodidae) családjába tartozó faj.

## Előfordulása
A ma élő kengurufajok közül az egyik legszélesebb körben elterjedt, legnagyobb elterjedési területű faj. Ausztrália belső, nagy kiterjedésű, ám vízben általában igen szegény területei, sivatagjai és félsivatagjai tartoznak a faj elterjedési területéhez. Egyedül a Nagy-Vízválasztó-hegységtől keletre eső területeken, Ausztrália északi partvidékén, illetve a kontinens délkeleti és délnyugati csücskében nem honos. Ez a leggyakoribb kengurufaj, évente 3 millió példányt ölnek meg.

## Megjelenése

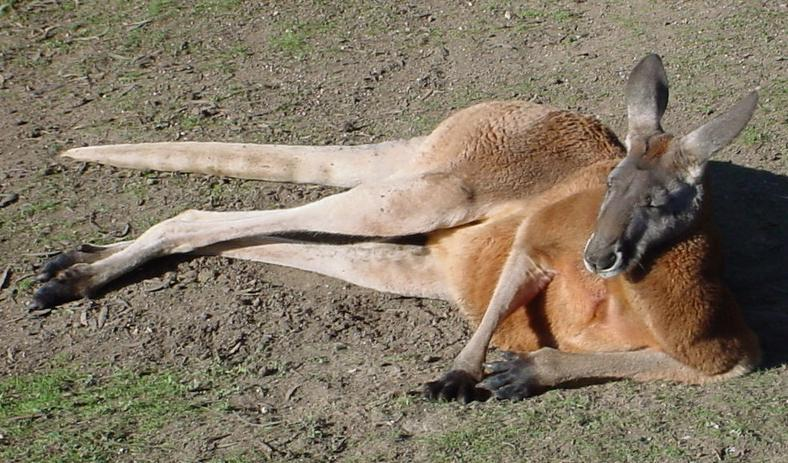
Pihenő példány

A vörös óriáskenguru a ma élő erszényesek legnagyobb testű képviselője. Testhossza az orrtól a farok tövéig 85-105 centiméter nőstényeknél és 130-160 centiméter hímeknél, a farokhossza pedig 65-85 centiméter nőstényeknél és 100-120 centiméter hímeknél. E nagy méretbeli eltérések abból adódnak, hogy a hímek lényegesen nagyobbak a nőstényeknél. A nőstények legfeljebb 40 kilogrammosak, míg a hímek testtömege a 90 kilogrammot is elérheti. Testüket tömött, gyapjas szőrzet borítja, mely szálfinomságát tekintve a lámagyapjúval vetekedhet. Testének alapszíne vöröses vagy kékesszürke, egyes testtájakon piszkosfehér, de a mancs és a hátsó lábak vége fekete színű.

## Életmódja

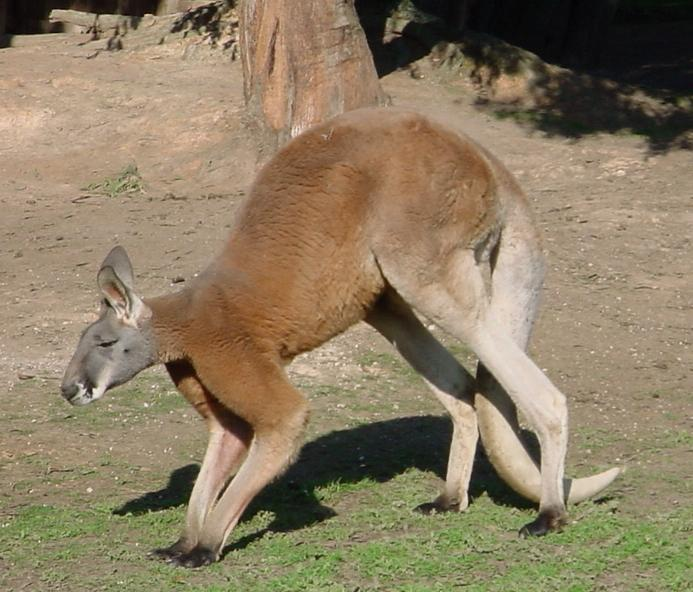
Az ugrás mellett, néha a mellső lábait is használja helyváltoztatáskor

A magányos állatok ritkák, általában kisebb létszámú csoportokban élnek. A hímek amolyan "bokszmérkőzések" során vívják ki a csoport feletti uralom jogát. A vörös óriáskenguru nem mondható a szó szoros értelmében éjszakai állatnak, mert hajnalban és a délelőtt korai óráiban, valamint késő délután is aktívak. A déli nap heve elől azonban legtöbbször árnyékba húzódnak.
Tápláléka általában igen alacsony táplálóanyag-tartalmú fűfélékből áll, de cserjék leveleit is fogyasztja. A szabad természetben 12-18 évig, állatkertben akár 25 évig is élhet.

## Szaporodása
Az ivarérettséget 1,5-2 éves kor között éri el. A párzási időszak egész évben tart, az élelem és a víz mennyiségétől függ. A vemhesség 33 napig tart. Születése után a kengurukölyök erős mellső lábával felmászik a nyomon, amelyet az anyja az altestén nyálával megjelölt, s így biztonsággal az erszénybe jut. Anyja erszényében a csupasz kölyök azonnal megkeresi a mellbimbót, és 70 napig el sem engedi. Az erszényben fejlődik ki teljesen, itt nő ki a szőrzete, itt nyílik ki a szeme is. Csak öt hónapos korában dugja ki a fejét az erszényből. Amikor elhagyja az erszényt, körülbelül 3,5 kilogramm a testtömege. Az idő előrehaladtával a fiatal kenguru egyre több időt tölt az erszényen kívül, de a születéstől számított 235 nap táján az anya már nem engedi vissza, hiszen várja a következő kölykét. A kölyköket mintegy egyéves korukig szoptatja az anyaállat. A nősténykengurunak folyamatosan lehetnek kölykei-egyszerre lehet vemhes, hordozhat kölyköt az erszényében, és kísérheti őt egy harmadik kölyök is.
Nemcsak a vörös óriáskengurura, hanem az összes többi óriáskenguru-fajra jellemző az, hogy a nőstények lényegesen kisebbek a hímeknél. Ennek az a magyarázata, hogy a nőstények, amint elérik felnőttkori fejlettségüket, nem növekednek tovább. Ezzel szemben a hímek, ahogy telnek-múlnak az évek, folyamatosan tovább növekednek, még ha egyre csökkenő ütemben is. Bár a nőstények kisebbek maradnak, de általában tovább élnek a hímeknél. Bár az állatkerti óriáskenguruk gyakorta elérik a húszéves életkort is, a természetben ez igen nagy ritkaságnak számít. A természetben ugyanis sokkal mostohább körülmények uralkodnak, s ennek hatására sok állat már kölyökkorában elpusztult. ha a kis kenguru veszélyt érez sietve bújik vissza az erszénybe.

## Természetvédelmi helyzete
A vörös óriáskenguru Ausztráliában a vadászható fajok közé tartozik, bár évente csak meghatározott számú állatot lőhetnek ki. 1996-ban például 1 669 000 egyed volt a megállapított kvóta az Ausztrál Államszövetség teljes területén. Ez meglehetősen nagy szám, de szerencsére a kenguruk is sokan vannak, s az állomány ennyi állat kilövését még elviseli. Ha pedig a vörös óriáskenguruk száma csökkenni kezd, a kvótát is lejjebb viszik. Gyérítésükre azért van szükség, mert szemben a bozót- és erdőlakó kengurufajokkal, melyeknek megártott az ember erdőirtási tevékenysége, a vörös óriáskenguru nyílt vidéki faj, így az erdőirtások után kialakult nyílt, füves pusztákon nagy számban elterjedt. Mivel nagyon jó ugró, könnyedén átugorja a drótkerítéseket, melyeket a farmerek húztak, hogy megvédjék birka- vagy marhalegelőiket. A kenguruk néhány helyen tömegesen települtek be a legelőkre, és a farmerek aggódnak, hogy eleszik a füvet a jószágaik elől.
Kedvelt állatkerti faj. Őshazájában Ausztráliában szinte minden állatkertben, még a legkisebbekben is megtalálható, és sok gazdálkodó is tart szelídített vörös óriáskengurukat birtokán. Európában is kedvelt faj, de a hideget kevésbé viseli jól, mint a szürke óriáskenguruk, ezért több helyütt a szürke óriáskenguruval helyettesítették.
Magyarországon korábban bemutatták a fajt a Budapesti Állatkertben és a Szegedi Vadasparkban is, jelenleg a Nyíregyházi Állatparkban él egy nagy csapat, ahol 2016-ban kölyök is született.

## Képek

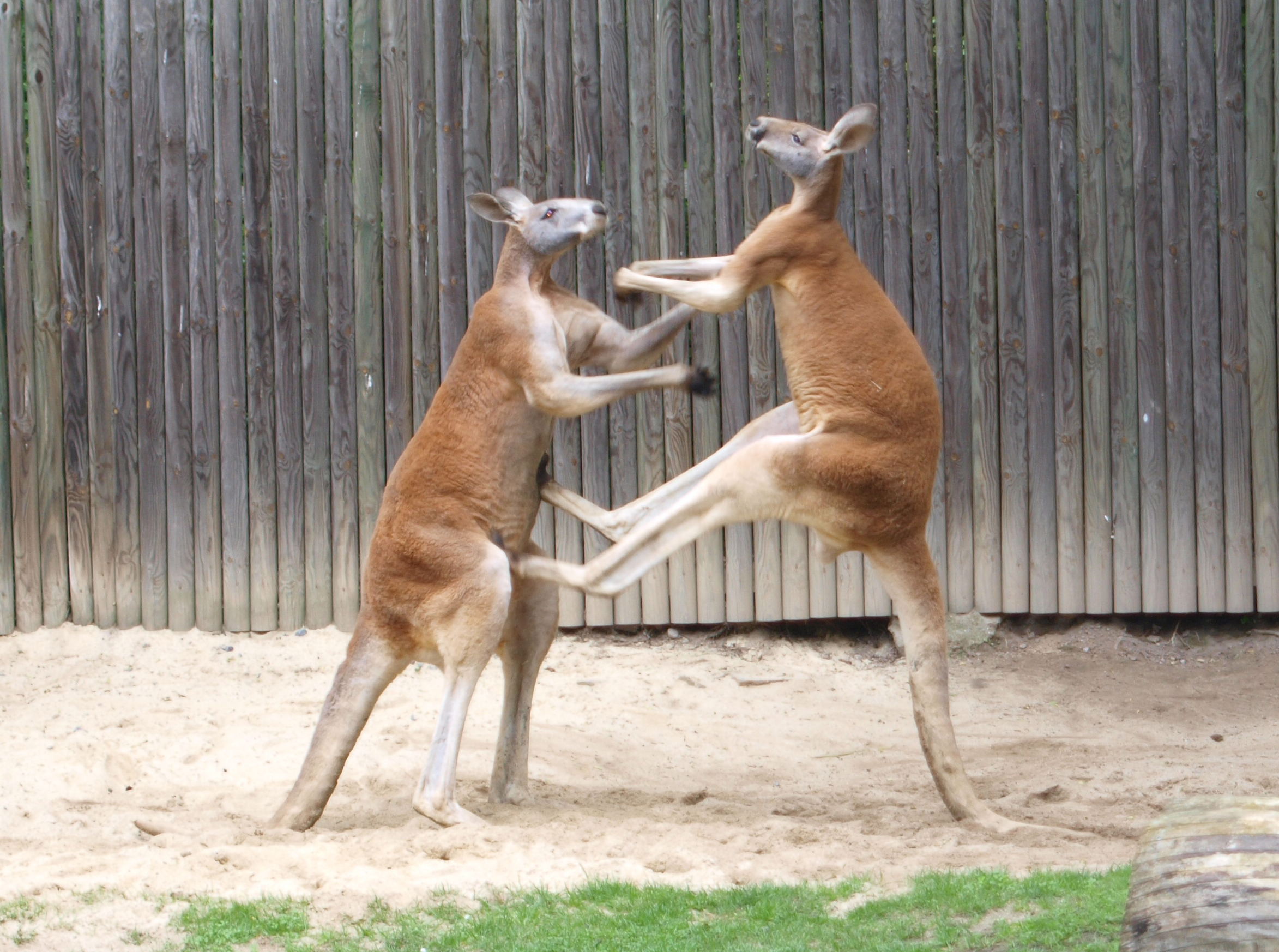
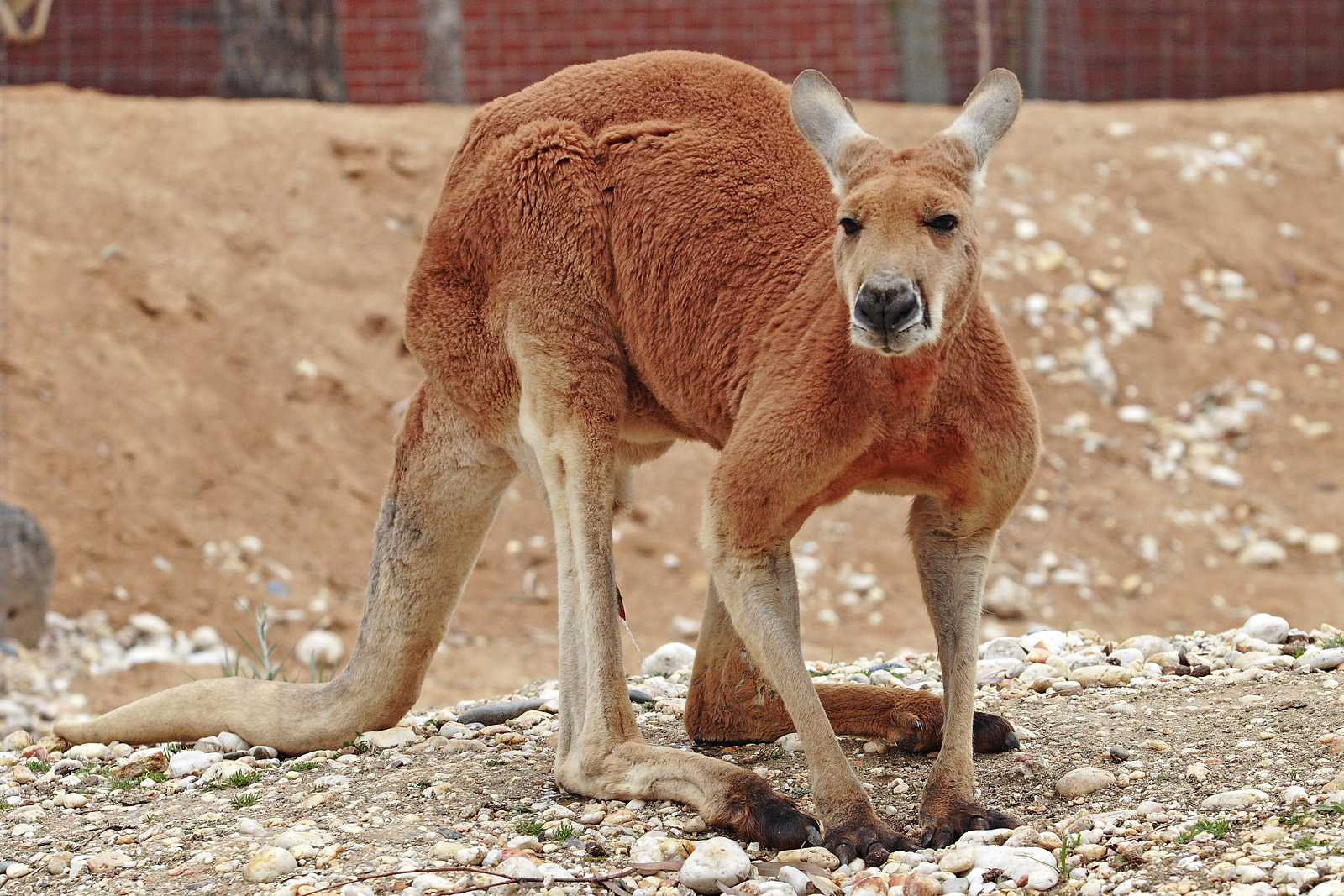
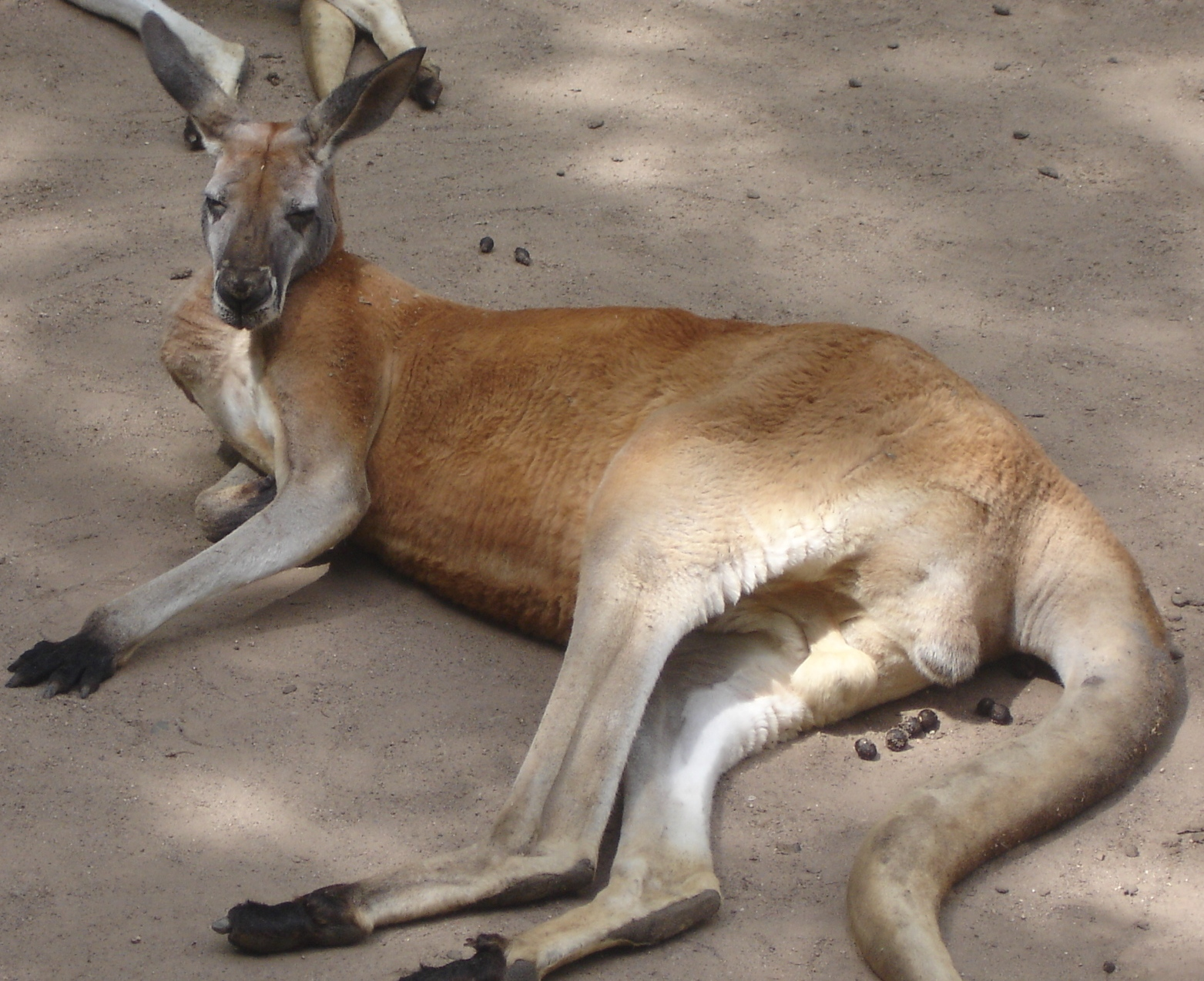
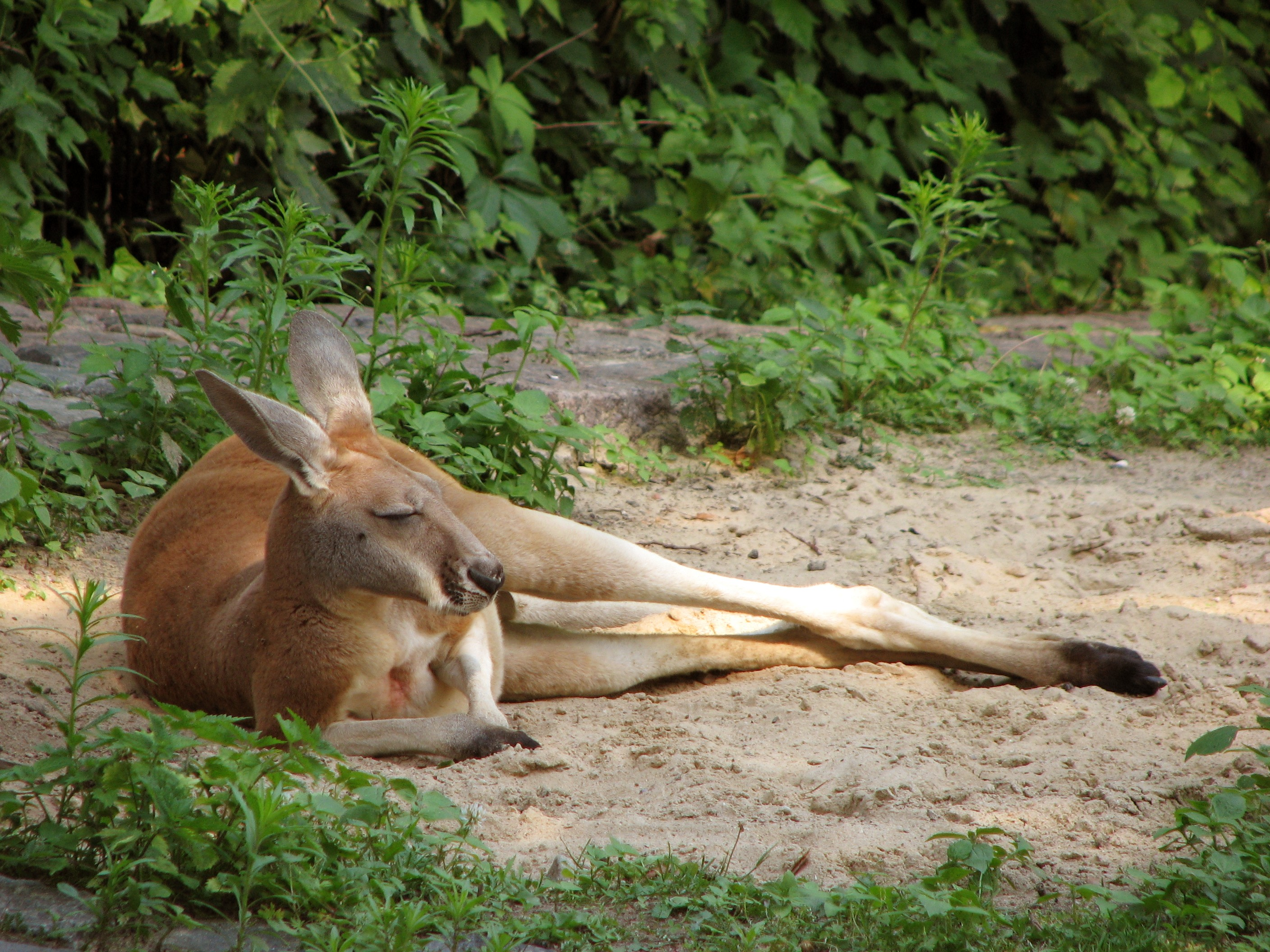